# Église Saint Andrew and Saint Paul

Logo

L'église St-Andrew and St-Paul est une Église presbytérienne dont le lieu de culte est situé au centre-ville de Montréal. Elle est associée au régiment Black Watch of Canada. Il se trouve à l'angle des rues Sherbrooke et Redpath (au 3415 Redpath). Il est situé près de l'Université McGill, de l'Université Concordia, du Musée des beaux-arts de Montréal et de la station de métro Guy-Concordia. Sa construction en 1932 est le résultat de la longue histoire mouvementée des Églises presbytériennes au Canada.
Ce lieu de culte est le plus grand temple protestant au Québec.

## Église St-Andrew

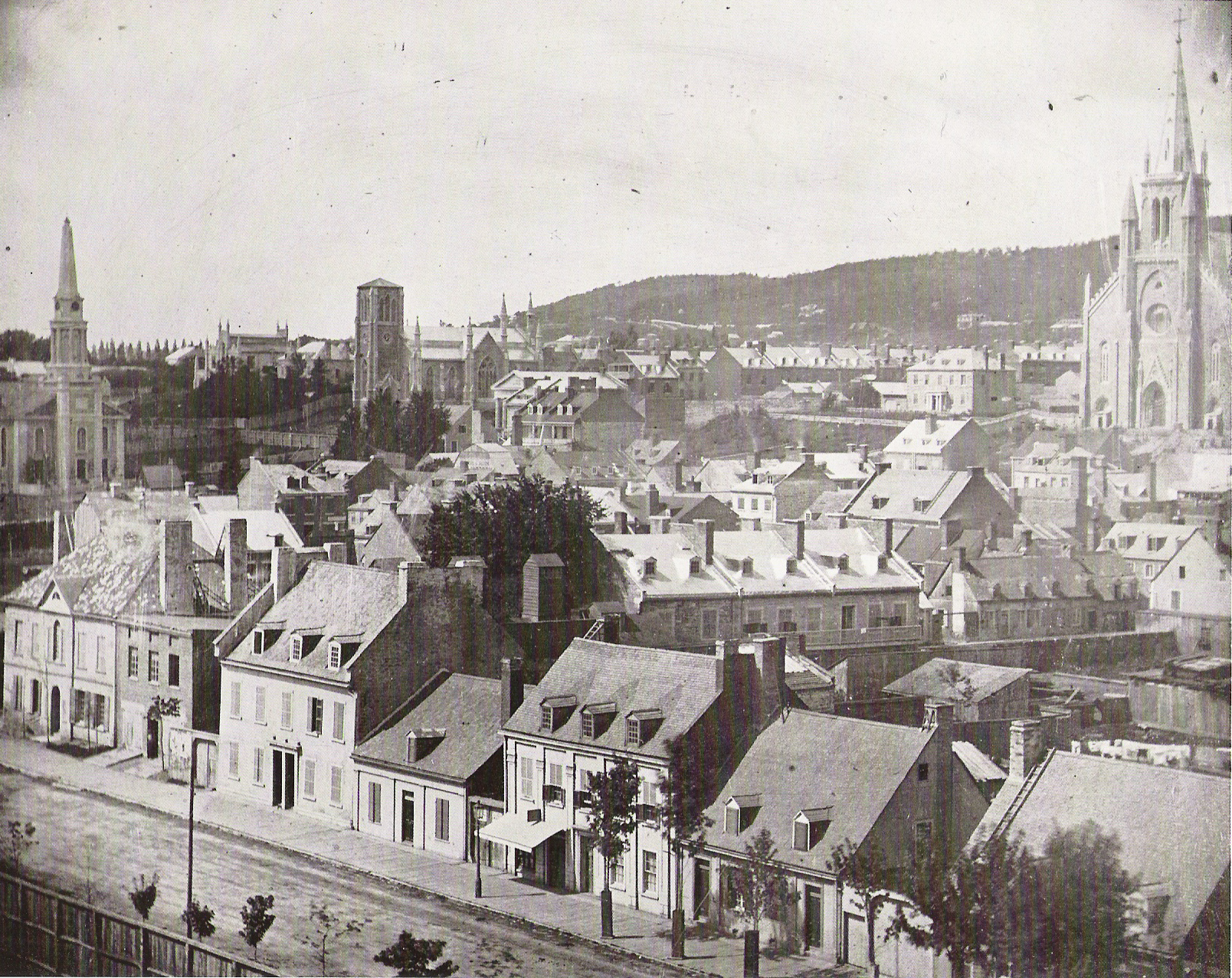
Montréal en 1852. L'église St-Andrew est au centre gauche.

La communauté de l'église St-Andrew lança ses activités en 1802. Elle est la deuxième congrégation presbytérienne de Montréal, suivant la Scots Presbyterian Congregation, église que l'on retrouvait sur la rue Saint-Gabriel depuis 1787. (L'église de la rue Saint-Gabriel devient la Première Congrégation presbytérienne en 1910, et fait maintenant partie de Knox, Crescent, Kensington and First.)
Après avoir commencé ses activités sur la rue Notre-Dame, la première église St-Andrew de Montréal fut inaugurée sur la rue Saint-Pierre (Vieux-Montréal) en 1809. Elle était d'ailleurs aussi connue à l'époque sous le nom de St. Peter's Street Church.
- Édifices
  - 1808-1809 : construction sur la rue Saint-Pierre
  - 1851 : construction de la nouvelle église sur la rue de la Côte du Beaver Hall (au coin de la rue de La Gauchetière). Elle s'inspirait des plans de la cathédrale de Salisbury et on finit par l'appeler la Cathédrale écossaise[1].
  - 1869 : L'église brûle et est reconstruite rapidement sur place.
  - 1927 : Elle fut démolie en 1927 pour faire place au siège social de Bell Canada sur la Côte du Beaver Hall.

En 1875, St-Andrew demeura en dehors de la fusion qui unit les presbytériens du Canada, choisissant de rester avec l'Église d'Écosse jusqu'à sa fusion avec l’église Saint-Paul en 1918. En 1927, l'ancienne église fut démolie pour faire place au siège social de Bell Canada sur la côte du Beaver Hall.

## Église St-Paul
L'église St-Paul fut formée en 1832, résultat d'un autre conflit à l'Église de la rue Saint-Gabriel entre les Révérends Robert Easton et Edward Black (tous les deux assistants du Révérend James Sommerville), au sujet de la succession au Révérend Sommerville. Le conflit est allé jusqu'en Écosse, où l'on a encouragé les congrégations de l'Église canadienne d'Écosse à former leur propre synode pour régler de tels sujets. Le résultat, en 1831, fut de former une nouvelle congrégation à Montréal : St-Paul, sous le leadership de Black, groupe minoritaire. Alors que Saint-Gabriel fut placé sous le leadership d'Easton.

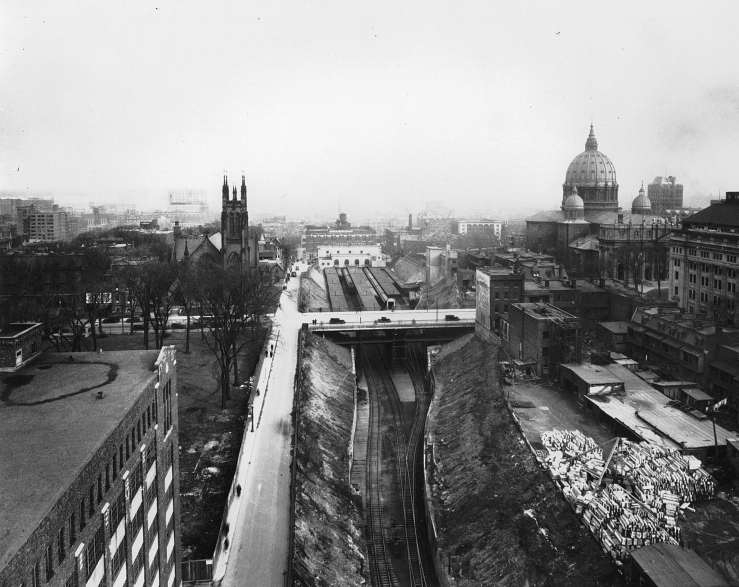
Fosse du Canadien National Montreal en 1930. On aperçoit l'église St-Paul à gauche.

En 1867, on inaugure la nouvelle église St-Paul, conçu par Frederick Lawford, sur le Boulevard Dorchester (Boulevard René-Lévesque), au coin de la rue Sainte-Monique, où l'on retrouve aujourd'hui la Tour Terminal , l'hotel  Reine Élisabeth et la Gare centrale de Montréal.
En 1870, cet édifice fut utilisé pour la rencontre des délégués des 4 groupes presbytériens canadiens, qui par la suite ont fusionné en 1875. St-Paul a gagné quelques familles de St-Andrew qui était favorables à l'Église presbytérienne du Canada.
- Édifices:
  - 1834: Rue Sainte-Hélène (propriété de John Redpath et Peter McGill)
  - 1867: Construction de la nouvelle église sur le Boulevard Dorchester.
  - 1930: L'église St-Paul est démontée, pierre par pierre, puis déménagée sur les terrains du Collège de Saint-Laurent pour faire place à la Gare centrale de Montréal. Le bâtiment est aujourd’hui occupé par le Musée des métiers d'art du Québec (MUMAQ).

## Église St-Andrew and St. Paul (église actuelle)

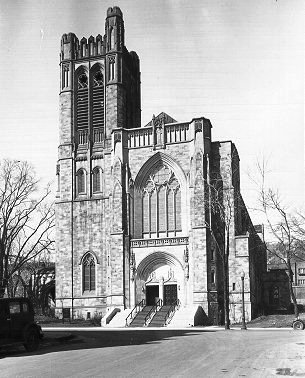
Église St-Andrew and St-Paul en 1936.

L’église Saint-Andrew and Saint Paul actuelle, érigée en 1932, se trouve à l’angle des rues Sherbrooke et Redpath (au 3415 Redpath). L'idée de cette nouvelle église est née en 1918 de la fusion des 2 congrégations presbytériennes formées au siècle précédent.
L’église, de style du renouveau gothique, a été construite selon les plans de l’architecte Harold Lea Fetherstonhaugh. Construite en acier et en béton armé dans une enveloppe gothique son intérieur est entièrement en pierre. De type cathédrale, elle comprend deux nefs latérales. Un immense vitrail surplombe l'autel principal. On y retrouve également deux vitraux de William Morris, précurseur du mouvement Art et Métiers. L'écran de fer forgé, exécuté par le ferronnier Paul Beau, se trouvant dans une des chapelles a valu un prix à l'architecte Fetherstonhaugh.
La longueur du bâtiment est de 67 mètres et la tour extérieure s'élève à 41 mètres du sol. Plusieurs vitraux commémoratifs  proviennent de l’ancienne église Saint-Paul.
L’orgue de l’église construit en 1932 par Casavant Frères est le deuxième plus grand à Montréal avec 95 jeux réels derrière l'orgue de la Basilique Notre-Dame.

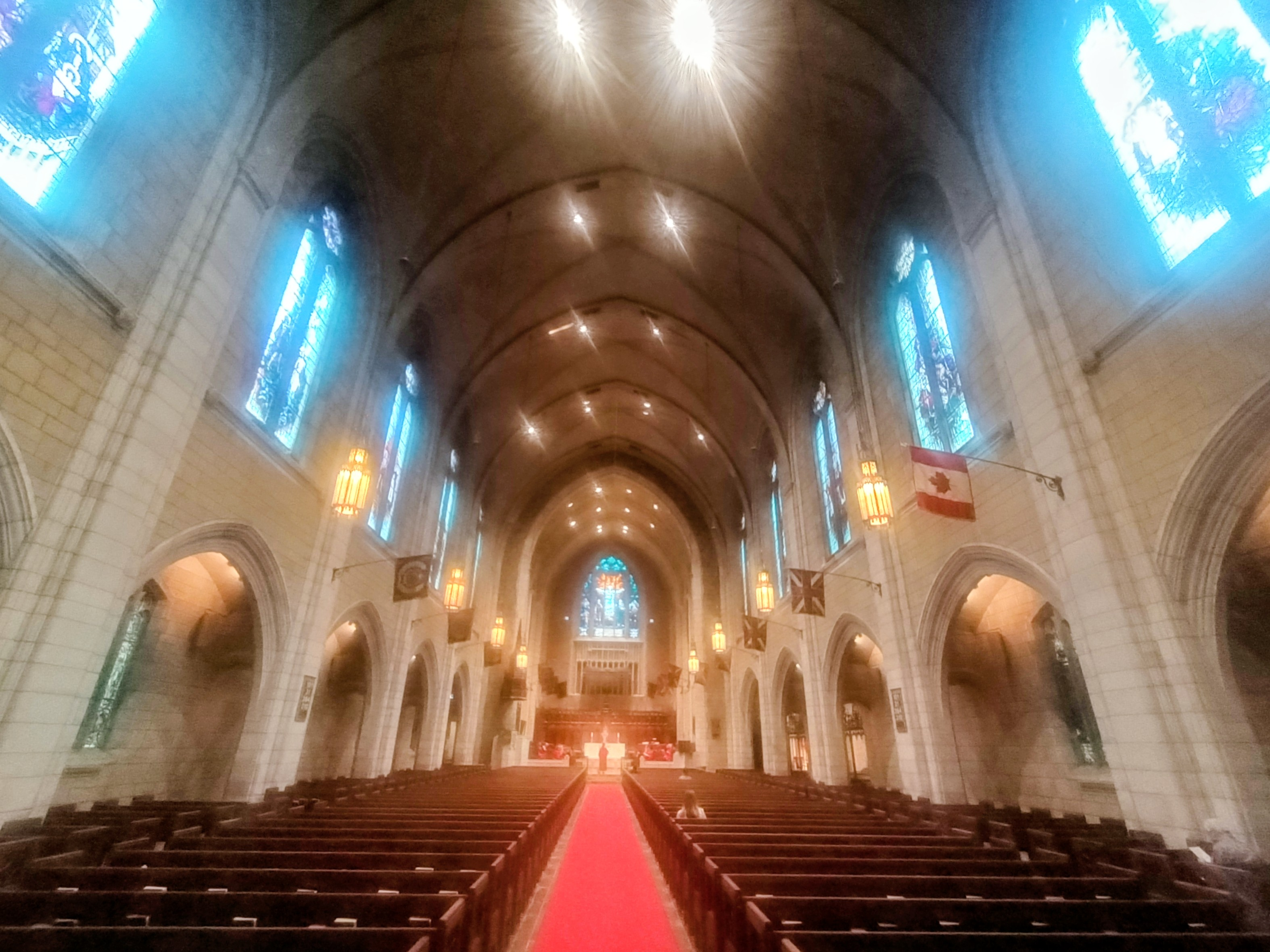
Intérieur de l'église

## La vieille église St-Paul
En 1931, l'église presbytérienne St-Paul située sur le boulevard Dorchester à Montréal (aujourd'hui Boulevard René-Lévesque) doit laisser la place à la construction de la gare centrale de Montréal. Elle est sauvée de la démolition grâce aux Pères de Sainte-Croix qui l'achètent pour la somme symbolique de 1$. En soixante jours, elle est démontée, pierre par pierre, puis déménagée sur les terrains du Collège de Saint-Laurent (aujourd'hui cégep de Saint-Laurent). Elle est reconstruite par l'architecte Lucien Parent qui la modifie légèrement pour sa nouvelle vocation, celle d'une chapelle catholique. Elle est aussi élevée d'un étage pour accueillir en son sous-sol la salle Émile-Legault, salle de spectacle des renommés Compagnons de Saint-Laurent. Devenue vacante à la suite de la laïcisation de l'institution d'enseignement, elle est transformée en musée en 1979. Le Musée des métiers d'art du Québec est aujourd'hui aménagé dans l'ancienne église St-Paul.

## Description
L'église de style néogothique mesure 73 m de long; la nef, 48 m par 16 m et 23 m de haut.
À l'entrée, une sculpture représentant saint Michel est installée entre les deux portes principales. La voûte est décorée de peintures symboliques d'astres, de nature et d'animaux.
En tant qu'église officielle du régiment des Black Watch, les drapeaux réglementaires sont accrochées dans la nef et le chœur. 
On retrouve deux ensembles de vitraux à l'intérieur. Un provenant de l'ancienne église Saint-Paul, dont deux vitraux d'Edward Burne-Jones. L'autre, situé dans la partie haute de la nef, date des années 1960 et est l'œuvre de Lawrence Lee (en).
L'orgue date de 1932. Il possède quatre claviers et provient de la maison Casavant. Il a été restauré en 1992.

## Galerie

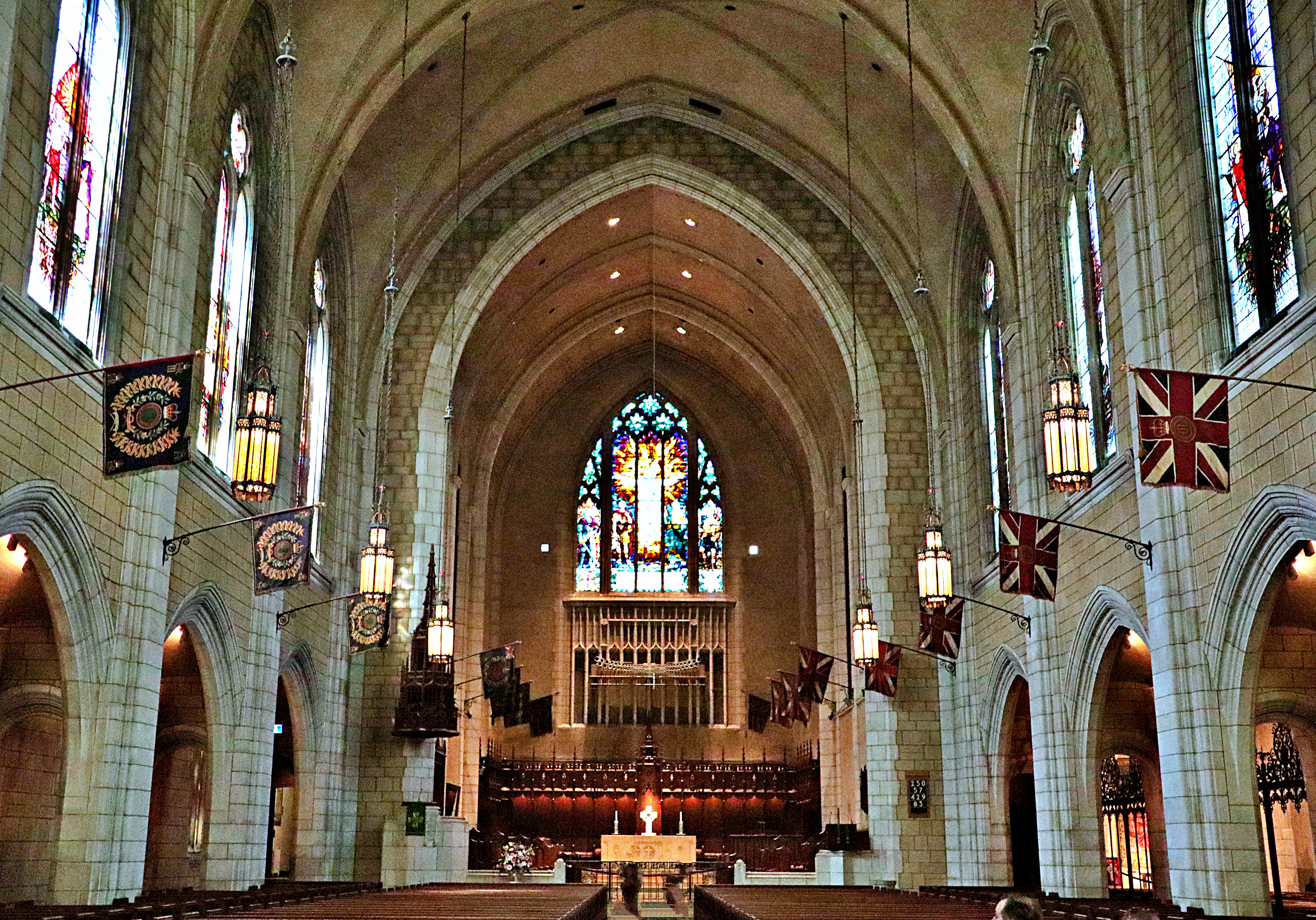
Nef et chœur
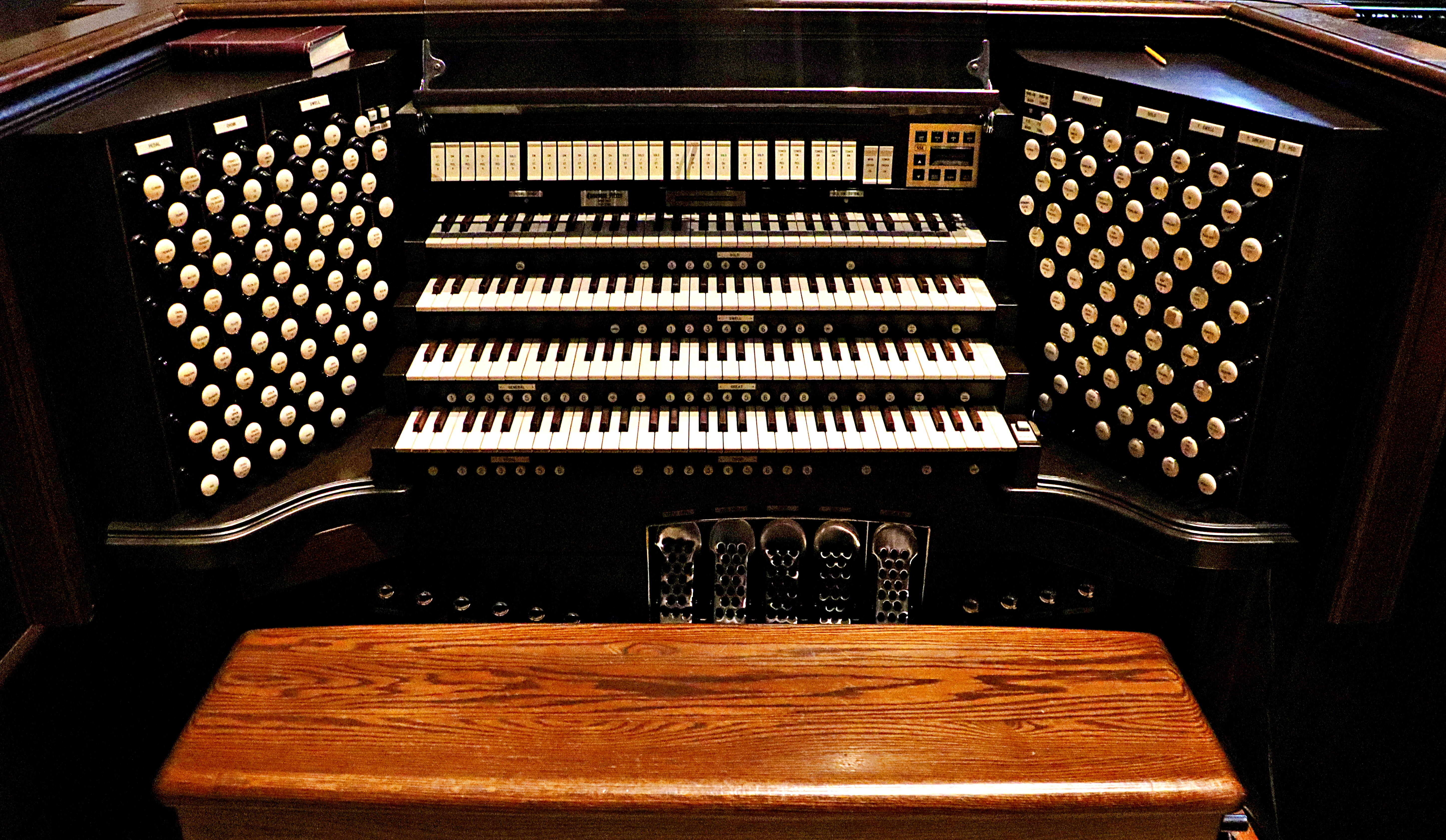
L'orgue Casavant
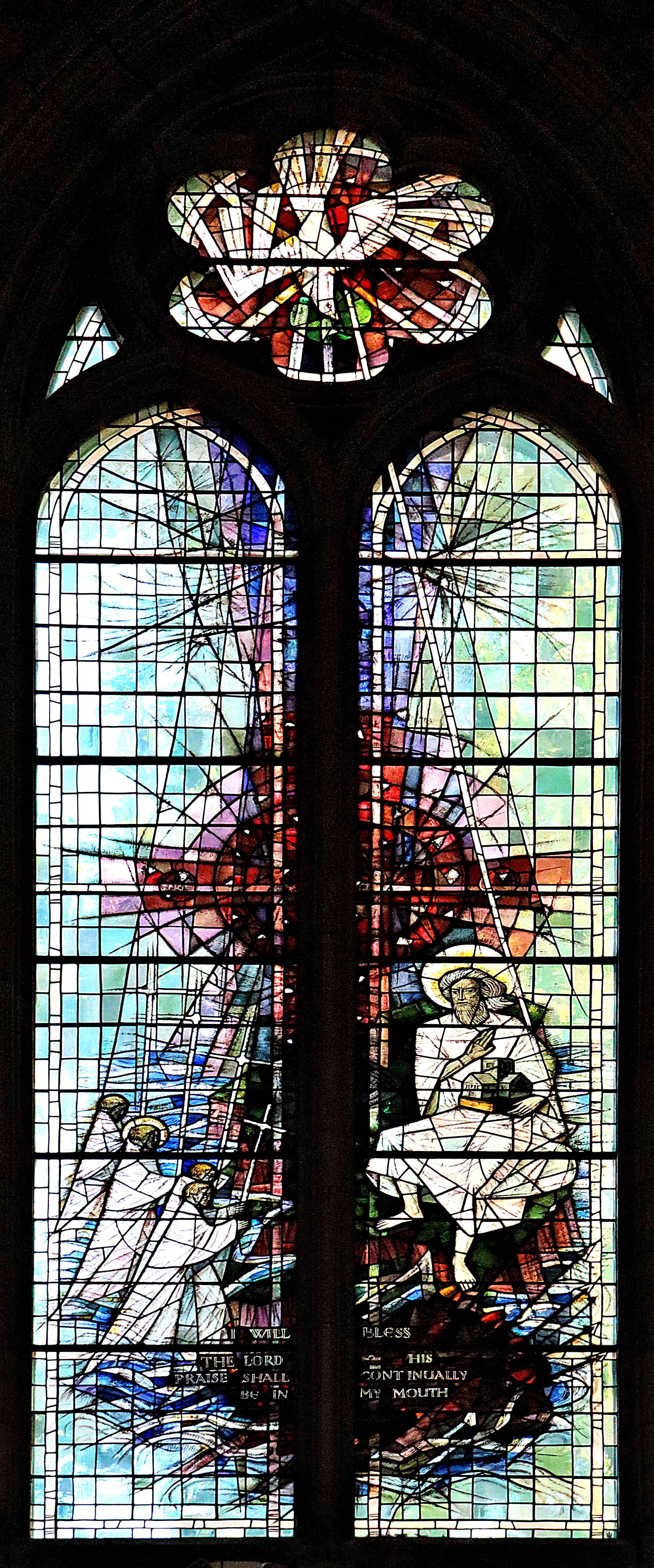
Vitrail des années 1960
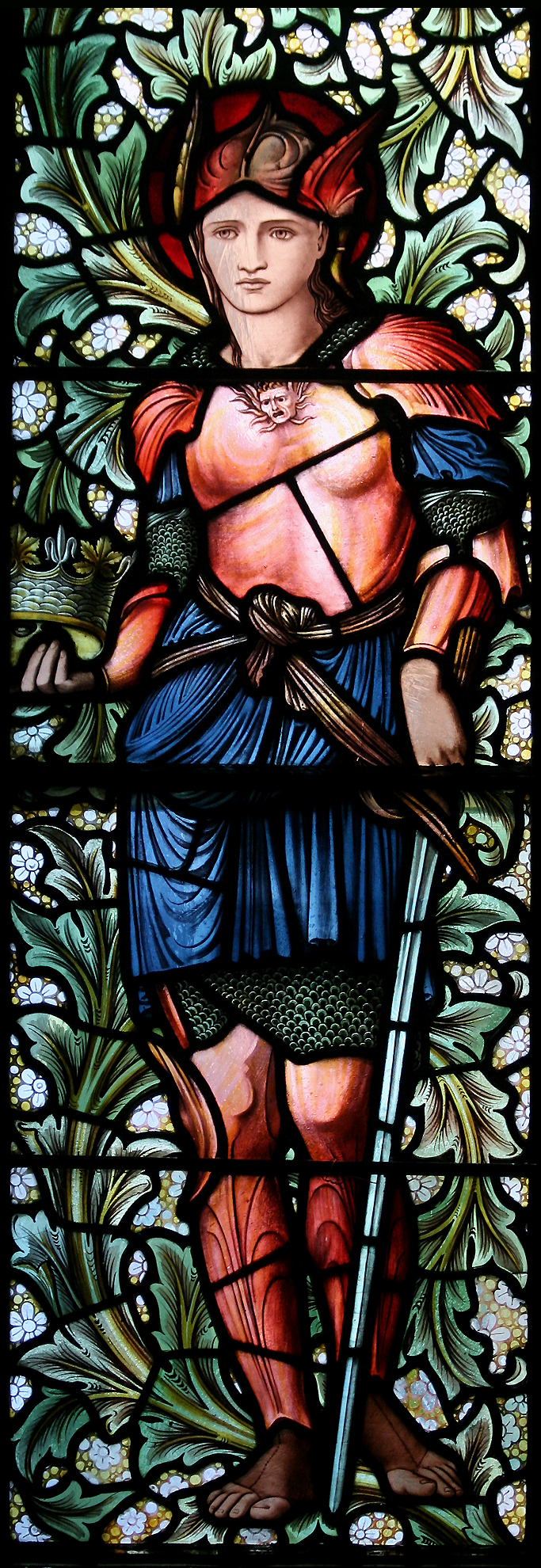
Vitrail d'Edward Burne-Jones
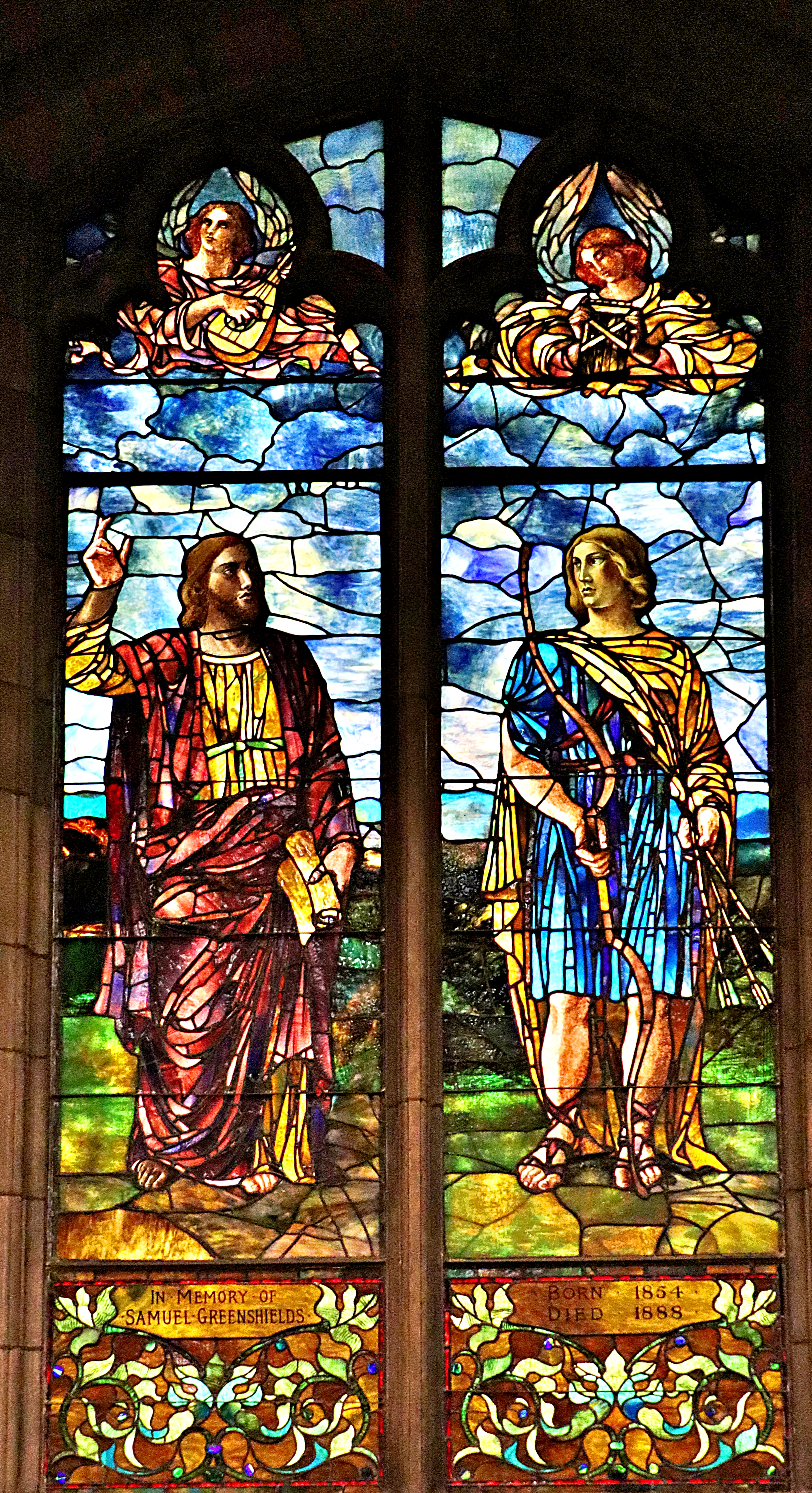
Vitrail de l'ancienne église Saint-Paul